# كايل أدنام
كايل أدنام (بالإنجليزية: Kyle Adnam)‏ مواليد 18 نوفمبر 1993 في ملبورن، هو لاعب كرة سلة أسترالي. بدأ مسيرته الاحترافية في سنة 2013. يلعب في الدوري النيوزيلندي لكرة السلة كلاعب هجوم خلفي. يحمل الرقم 30.

## المسيرة الاحترافية
لعب مع أديليد ثيرتي سيكسترز في الدوري الأسترالي في موسم 2013–2014، ثم لعب مع إلوارا هوكز في موسم 2014–2015، ثم لعب مع ملبورن يونايتد في الدوري الأسترالي في سنة 2015.

## روابط خارجية
- كايل أدنام على موقع كرة السلة الأوروبية.كوم (الإنجليزية)
- كايل أدنام على موقع ريلجم (الإنجليزية)
- كايل أدنام على موقع بروبوليرز (الإنجليزية)
- كايل أدنام على موقع سبورتس رفرنس (الإنجليزية)